# Michael Behrens (Bildhauer)

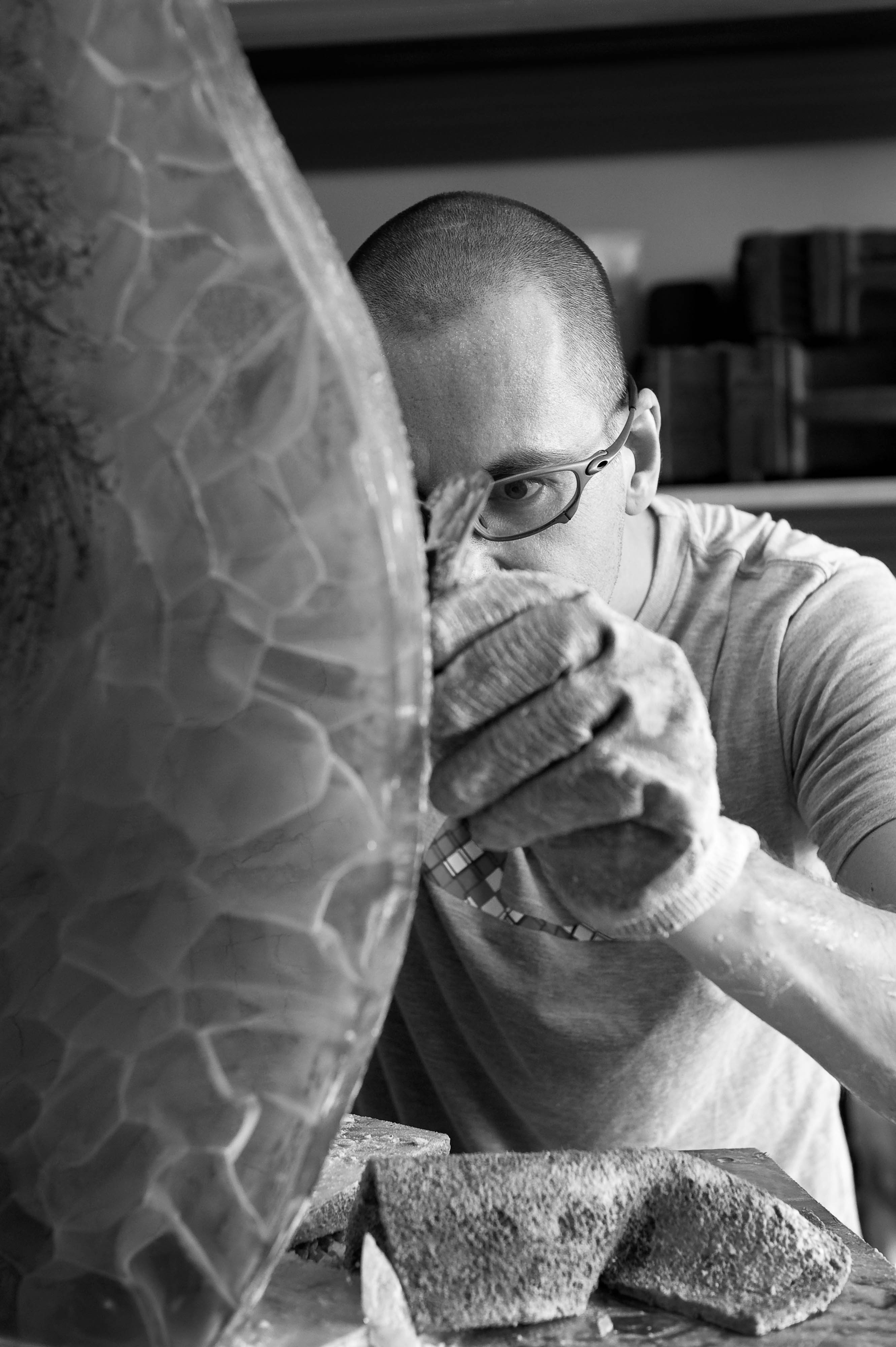
Michael Behrens, Porträt, 2012

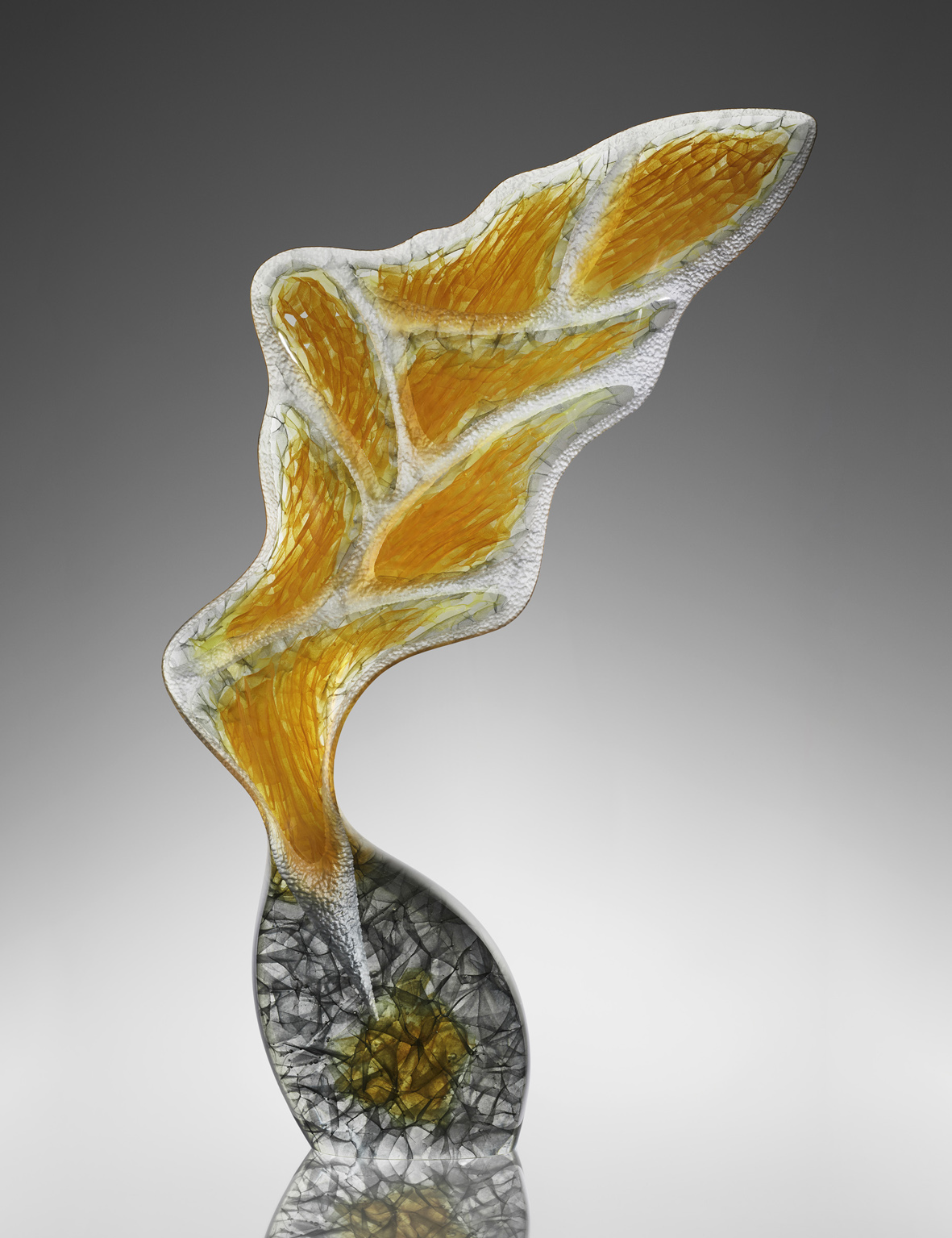
Michael Behrens, Seaforms 268, 2018, 136 × 86 × 19 cm

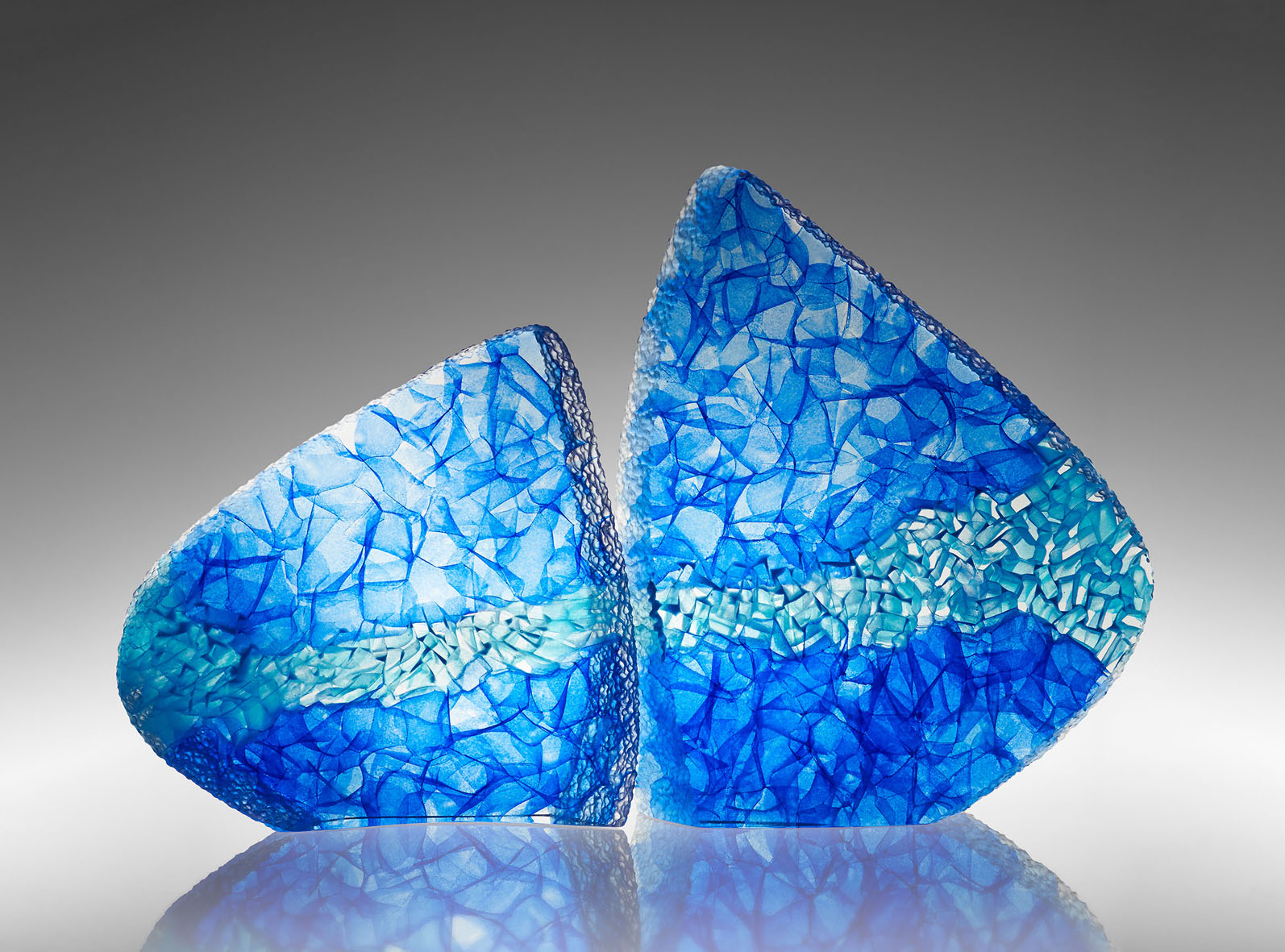
Michael Behrens, Seaforms 31, 2012, 67 × 104 × 17 cm

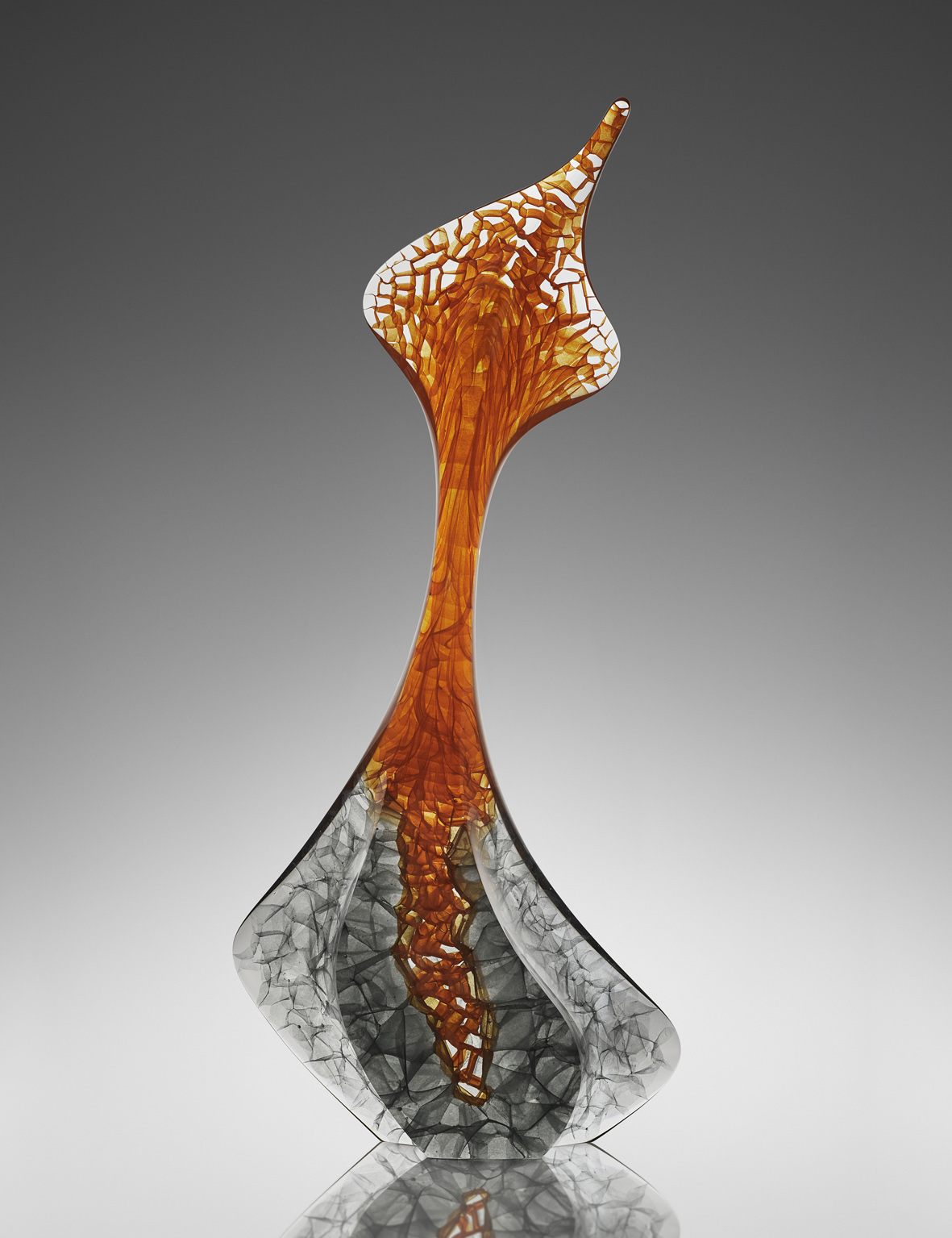
Michael Behrens, Seaforms 298, 2019, 124 × 54 × 20 cm

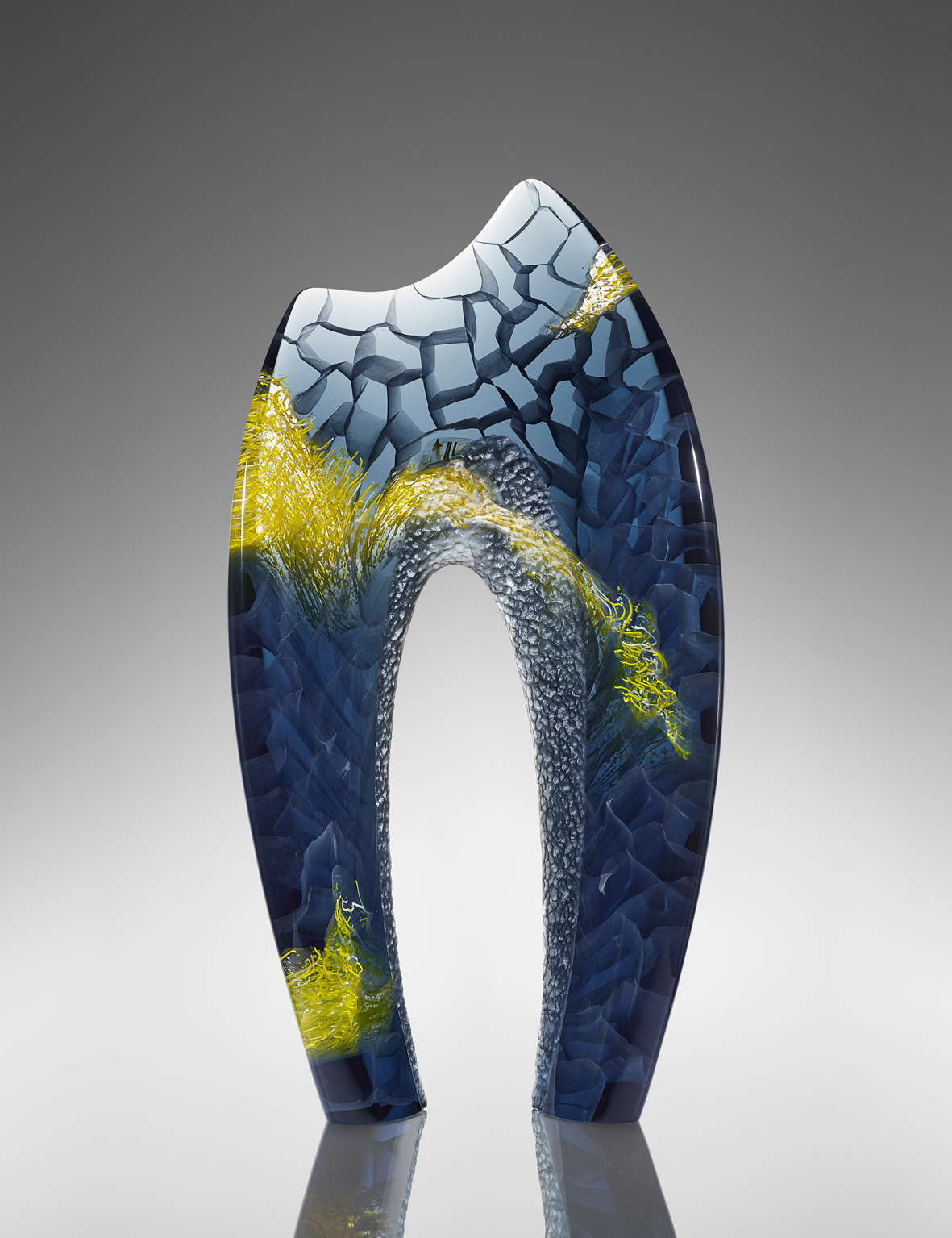
Michael Behrens, Seaforms 259, 2017, 70 × 36 × 13 cm

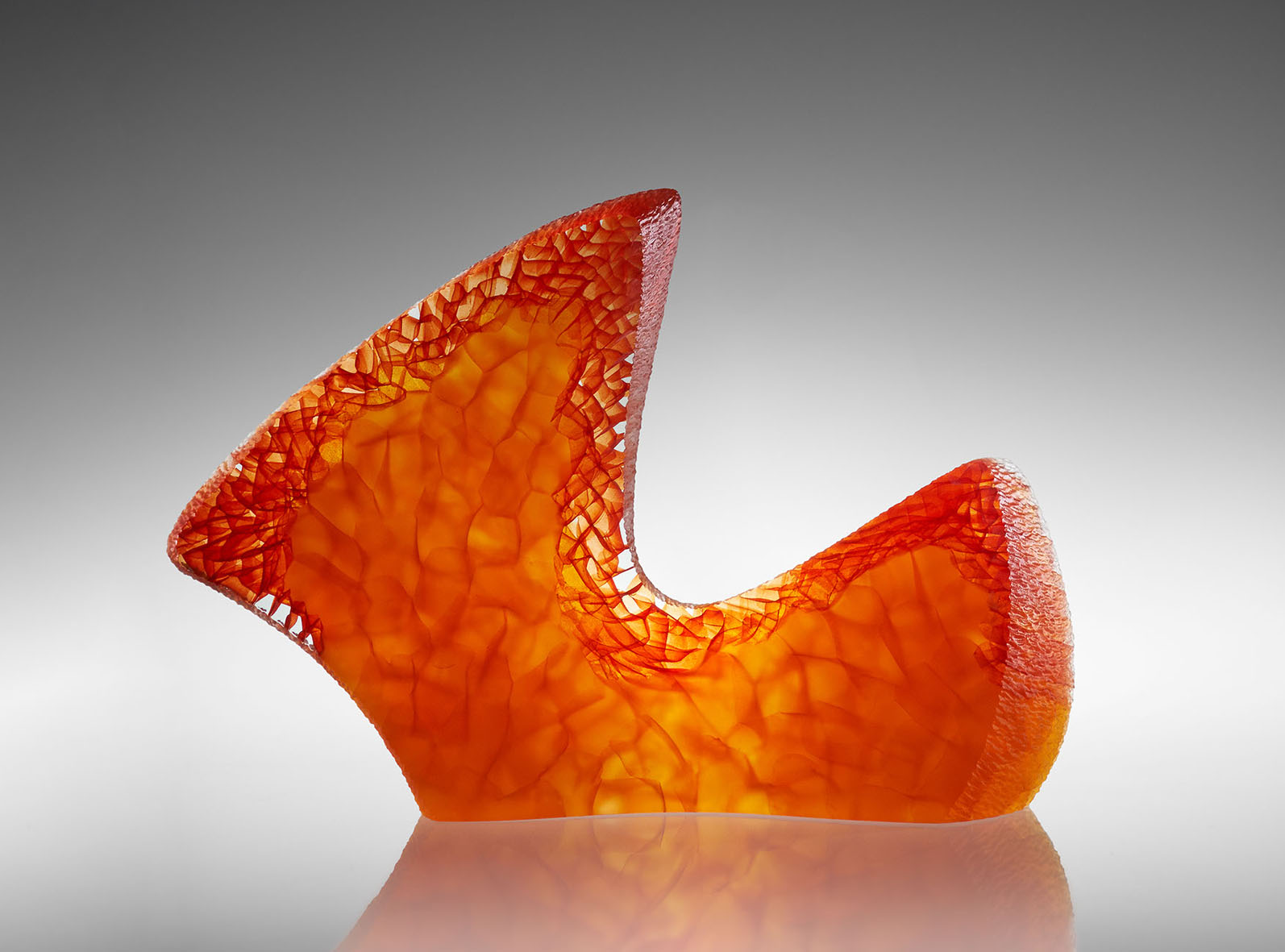
Michael Behrens, Seaforms 54, 2012, 56 × 84 × 20 cm

Michael Behrens (* 1973 in Düsseldorf) ist ein deutscher Bildhauer, der mit dem Medium Glas arbeitet. Er ist international tätig, vor allem in Europa und Nordamerika.

## Leben
Michael Behrens, aufgewachsen in Neuss, lebt und arbeitet in Düsseldorf. Er studierte von 1999 bis 2003 an der Academy of Fine Arts in Maastricht und erlangte dort 2003 den Bachelor of Arts.
In den Jahren 2004 und 2007 war Behrens als Projektleiter der Ethiopian Reflections in Addis Abeba (Äthiopien) tätig, wo er verschiedene Seminare betreute. In 2008 und 2009 wurde er zum Lehrbeauftragten im Fachbereich Architektur für das Fach Plastische Formgebung an die Technische Universität Darmstadt (TU) berufen.
Behrens nimmt jährlich an internationalen Kunstmessen teil, unter anderen an der Art Palm Beach (Florida, USA), Form Miami (Florida, USA), SOFA Chicago (Illinois, USA), Pan Amsterdam (Niederlande), Art Breda (Niederlande), Art Vienna (Österreich), Art & Antique Hofburg (Österreich) und der Art Münster (Deutschland). Seine Werke sind in öffentlichen Sammlungen wie dem Museum Kunstpalast in Düsseldorf, der Ernsting Stiftung (Kurt Ernsting) in Coesfeld, dem Imagine Museum in Saint Petersburg, dem Novotný Museum in Nový Bor, dem MusVerre in Sars-Poteries und der Seven Bridges Foundation in Greenwich/Connecticut enthalten.

## Werk
Michael Behrens begann seine künstlerische Arbeit im Jahr 2002. Setzt sich Behrens bildhauerisches Frühwerk vor allem mit der inneren Struktur der Skulpturen auseinander, zeigen die späteren Seaforms bereits eine zunehmende Abstrahierung der äußeren Konturen. In seiner Serie Phoenix widmet sich der Künstler gänzlich der abstrahierten Form des Objektes. Von besonderer Bedeutung ist in Behrens’ Werk die Beziehung von äußerer Form und Inhalt.

## Serien
„Phoenix“
In Phoenix wird der Skulptur als künstlerischem Produkt eine übergeordnete Rolle zuteil, wobei die materielle Beständigkeit des Objektes in seiner ganzen Plastizität in den Vordergrund tritt. Durch den bewussten Verzicht auf Farbe im klassischen Sinne und das Zusammenspiel von konvexen und konkaven Flächen in Schwarz und Gold schafft Behrens kontraststarke Werke aus Kristall.
„Seaforms“
In der Serie Seaforms verkörpert Behrens seine über Jahrzehnte gesammelten Sinneserfahrungen und Erlebnisse über und unter Wasser. Die daraus entstandenen Arbeiten wirken wie Erzeugnisse der Natur, Formen und Strukturen stehen hierbei im Zentrum und definieren die dynamische Ästhetik der bildhauerischen Objekte. Die Konzentration auf wenige Farben und die Zellstrukturen, die sich aus dem Verschmelzen der verwendeten Glasabschnitte ergeben, sind Charakteristika  von Behrens’ Seaforms-Serie. In hohem Maße beschäftigen ihn dabei Fragen der Formgebung. Die Außenformen seiner Skulpturen verfügen über etwas bewusst Zufälliges, was durch die feine, reliefartig gekräuselte Modellierung der Kanten und das Wechselspiel von Mattem und Poliertem verstärkt wird.
„Landscapes“
Neben Glasobjekten kreiert Michael Behrens auch zweidimensionale Werke. Auch hier dient die Natur als Ausgangspunkt: So abstrahiert er für seine Wandobjekte Satellitenaufnahmen und Bildmaterial von Landkarten.

## Technik
Behrens fertigt alle Skulpturen in seinem Düsseldorfer Atelier, in dem auch die eigens für ihn angefertigten Schmelzöfen stehen. Jedes Werk durchläuft dabei mehrere Produktionsphasen: die bildhauerische Arbeit am Hartschaummodell, die Herstellung der Schmelzformen, die Platzierung der bearbeiteten Glasabschnitte in der Schmelzform, der eigentliche Schmelz- und Abkühlvorgang und die abschließende Behandlung durch Schliff, Politur und/oder Sandstrahlen. Die Herstellung einer einzelnen Skulptur nimmt dabei in der Regel mehrere Monate in Anspruch.

## Ausstellungen (Auswahl)
Einzelausstellungen
- 2019: Barbara Achilles Foundation, Hamburg, Deutschland
- 2019: Continuum Gallery, Königswinter, Deutschland
- 2017: Habatat Galleries, Royal Oak, Michigan, USA
- 2017: Etienne Gallery Oisterwijk, Niederlande
- 2015: Sikabonyi Gallery, Wien, Österreich
- 2014: Etienne Gallery Oisterwijk, Niederlande
- 2012: Continuum Gallery, Königswinter, Deutschland
- 2010: Van Loon Gallery, Vucht, Niederlande
- 2008: Ernsting Foundation, Coesfeld, Deutschland

Gruppenausstellungen
- 2019: Schantz Galleries, Stockbridge, Massachusetts, USA
- 2019: Imagine Museum, St. Petersburg, Florida, USA
- 2018: Fort Wayne Museum of Art, Fort Wayne, Indiana, USA
- 2018: Fondazione Giorgio Cini, Venedig, Italien
- 2016: Ernsting Foundation, New Additions 2015, Coesfeld, Deutschland
- 2016: Plateaux Gallery, London, Großbritannien
- 2015: Sandra Ainsley Gallery, Toronto, Kanada
- 2014: Novotný Museum, Nový Bor, Tschechien
- 2013: Frederik Meijer Gardens & Sculpture Park, Grand Rapids, Michigan, USA
- 2012: LWL – Museum, Glashütte Gernheim, Deutschland
- 2010: Museum Kunstpalast, Düsseldorf, Deutschland